# كيسي هيل
كاسي آن هيل (ولدت في 1 مايو 1994)  هي عارضة أزياء ومغنية وكاتبة أغاني أمريكية.
ولدت وترعرعت في فينيكس في أريزونا ، وعملت سابقًا كعارضة أزياء لأمريكان أباريل ، بالإضافة إلى راقصة احتياطية في جولة Yeezus لصالح كاني ويست.

## حياتها المبكرة
نشأت هيل في فينيكس في أريزونا وحضرت مدرسة أريزونا للفنون . هيل لديها أخت صغيرة ، إيما. تأثرت بالموسيقى في سن مبكرة ، وعزفت على المزمار والساكسفون وتدربت على الغناء في الجوقة.

## ديسكغرفي

### ألبومات الاستوديو
| عنوان                                | تفاصيل الألبوم |
| ------------------------------------ | --- |
| مثل امرأة                            | - تاريخ الإصدار: 30 حزيران (يونيو) 2017 - التسمية: موسيقى جيدة ، ديف جام - التنسيق: قرص مضغوط ، تنزيل رقمي ، تدفق |
| هل هي أنانية إذا تحدثنا عني مرة أخرى | - تاريخ الإصدار: 10 يوليو 2020 - التسمية: حرر ذاتيًا - التنسيق: التنزيل الرقمي والتدفق                             |

### ألبومات مطولة
| عنوان | تفاصيل                                                                                                  |
| ----- | --- |
| بلو   | - تاريخ الإصدار: 9 أكتوبر 2015 - التسمية: موسيقى جيدة ، ديف جام ، PMR - التنسيق: التنزيل الرقمي والتدفق |

### أغاني

#### كفنان رئيسي
| عنوان                                            | عام  | البوم                                |
| ------------------------------------------------ | ---- | ------------------------------------ |
| "تجربة"                                          |      |                                      |
| "الحقول الأجنبية"                                | 2015 | بلو                                  |
| "الأسد"                                          | 2016 | مثل امرأة                            |
| "مثل امرأة"                                      | 2017 | مثل امرأة                            |
| "من الصعب أن تحب"                                | 2017 | مثل امرأة                            |
| "العشاء"                                         | 2018 | هل هي أنانية إذا تحدثنا عني مرة أخرى |
| "إلى شخص آخر"                                    | 2019 | هل هي أنانية إذا تحدثنا عني مرة أخرى |
| "أنا أؤمن بك" (featuring Francis and the Lights) | 2020 | هل هي أنانية إذا تحدثنا عني مرة أخرى |
| "بورش"                                           | 2020 | هل هي أنانية إذا تحدثنا عني مرة أخرى |
| "غير لطيف"                                       | 2020 | هل هي أنانية إذا تحدثنا عني مرة أخرى |

### الظهور كضيفة شرف
| عنوان            | عام  | فنان (ق) آخر | البوم                        |
| ---------------- | ---- | ------------ | ---------------------------- |
| "90210"          | 2015 | ترافيس سكوت  | روديو                        |
| "المحرر"         | 2016 | جودي كيد     | العاطفة والألم ويقتل الشيطان |
| "يوروبا بولز"    | 2017 | القط الكشمير | 9                            |
| "وقع خلال"       | 2017 | RKCB         | RKCB- الجانبين               |
| "سمعت (الجزء 2)" | 2018 | DJDS         | موجة كبيرة المزيد من النار   |
| "هل نستطيع"      | 2020 | جيم إي ستاك  | افيميرا                      |

## روابط خارجية
- الموقع الرسمي Kacy Hill
- صفحة المعجبين على تسجيلات ديف جام